# Łyczanka (powiat myślenicki)
Łyczanka – wieś w Polsce położona w województwie małopolskim, w powiecie myślenickim, w gminie Siepraw.
| SIMC    | Nazwa      | Rodzaj    |
| ------- | ---------- | --------- |
| 0333799 | Bułówka    | część wsi |
| 0333807 | Dział      | część wsi |
| 0333813 | Grabie     | część wsi |
| 0333820 | Pola       | część wsi |
| 0333836 | Zalas      | część wsi |
| 0333977 | Załyczanka | część wsi |

W latach 1975–1998 miejscowość należała administracyjnie do województwa krakowskiego.
We wsi działa szkoła podstawowa oraz placówka Ochotniczej Straży Pożarnej.
We wsi urodził się ekonomista Tadeusz Pitala, wójt gminy Siepraw od 1990.